# (2969) Mikula
(2969) Mikula (1 978 RU1) est un astéroïde de la ceinture principale, découvert le 5 septembre 1978 par Nikolaï Tchernykh à l'observatoire d'astrophysique de Crimée.